# Стара Весь-Друга (Люблінське воєводство)
Стара Весь-Друга (пол. Stara Wieś Druga) — село в Польщі, у гміні Бихава Люблінського повіту Люблінського воєводства.
Населення — 216 осіб (2011).
У 1975-1998 роках село належало до Люблінського воєводства.

## Демографія
Демографічна структура станом на 31 березня 2011 року:
|          | Загалом | Допрацездатний вік | Працездатний вік | Постпрацездатний вік |
| -------- | ------- | ------------------ | ---------------- | -------------------- |
| Чоловіки | 111     | 16                 | 74               | 21                   |
| Жінки    | 105     | 18                 | 56               | 31                   |
| Разом    | 216     | 34                 | 130              | 52                   |